# Chantal komt werken
Chantal komt werken is een Nederlands online- en televisieprogramma dat bedacht is door Chantal Janzen. Tevens was het programma naar haar vernoemd. De presentatie van het programma was eveneens in handen van Janzen zelf.

## Format
In het programma gaat presentatrice Chantal Janzen iedere aflevering bij een andere werklocatie meelopen waaronder bij een slager, een autogarage en een supermarkt van Albert Heijn. Vanaf het tweede seizoen ging ze iedere aflevering bij twee verschillende werklocaties aan de slag.

## Achtergrond
Het eerste seizoen werd geproduceerd door Janzens eigen onlineplatform &C, hierop verschenen tevens de afleveringen. Het eerste seizoen verliep van 16 mei 2017 tot en met 11 juli 2017. De afleveringen verschenen elke week opeenvolgend op dinsdag, de laatste aflevering verscheen een week later. Doordat het programma goed werd bekeken werd er besloten de afleveringen ook op YouTube te plaatsen. De afleveringen verschenen in een andere volgorde verspreid tussen 24 juli 2017 tot en met 16 januari 2018 op het YouTube-kanaal van &C. De afleveringen van het eerste seizoen duurden gemiddeld zeven minuten per aflevering.
Na het eerste seizoen op &C werd Janzen in 2017 benaderd door RTL die van het onlineprogramma een televisieprogramma wilde maken voor RTL 4. De opnames van het televisieprogramma begonnen in het najaar van 2018. Het programma wordt op 28 maart 2019 voor het eerst uitgezonden op de televisie. Vanaf dit tweede seizoen bezoekt Janzen elke aflevering twee werklocaties waardoor de afleveringen inclusief reclames 60 minuten duren.

## Seizoenen

### Seizoen 1 (2017)
| Afl | Uitzenddatum | Werklocatie       | Weergaves |
| --- | ------------ | ----------------- | --------- |
| 1   | 16 mei 2017  | Kinderdagverblijf | 2.340.000 |
| 2   | 23 mei 2017  | Slager            | 923.000   |
| 3   | 30 mei 2017  | Hondenopvang      | 1.152.000 |
| 4   | 6 juni 2017  | Schoonheidssalon  | 1.096.000 |
| 5   | 13 juni 2017 | Autogarage        | 803.000   |
| 6   | 20 juni 2017 | Amstel Hotel      | 1.108.000 |
| 7   | 27 juni 2017 | Albert Heijn      | 4.123.000 |
| 8   | 11 juli 2017 | Camping           | 1.240.000 |

### Seizoen 2 (2019)
Het tweede seizoen startte 28 maart 2019 op RTL 4. Sinds het tweede seizoen voert Janzen twee beroepen per aflevering uit in plaats van een.
| Afl | Uitzenddatum  | Beroepen         | Kijkcijfers |
| --- | ------------- | ---------------- | ----------- |
| 1   | 28 maart 2019 | Brandweerman     | 1.366.000   |
| 1   | 28 maart 2019 | Gastheer         | 1.366.000   |
| 2   | 4 april 2019  | Bouwvakker       | 1.029.000   |
| 2   | 4 april 2019  | Volkszanger      | 1.029.000   |
| 3   | 11 april 2019 | Kleuterjuf       | 1.017.000   |
| 3   | 11 april 2019 | Winkelbediende   | 1.017.000   |
| 4   | 18 april 2019 | Ouderenverzorger | 699.000     |
| 4   | 18 april 2019 | Soapactrice      | 699.000     |
| 5   | 25 april 2019 | Boer             | 973.000     |
| 5   | 25 april 2019 | Kermisexploitant | 973.000     |
| 6   | 2 mei 2019    | Verpleegkundige  | 1.125.000   |
| 6   | 2 mei 2019    | Reisleider       | 1.125.000   |
| 7   | 9 mei 2019    | Havenarbeider    | 928.000     |
| 7   | 9 mei 2019    | Burgemeester     | 928.000     |

### Seizoen 3 (2020)
Het derde seizoen was het tweede seizoen dat op televisie werd uitgezonden. Het programma ging op 3 september 2020 van start.
| Afl | Uitzenddatum      | Beroepen                          | Kijkcijfers |
| --- | ----------------- | --------------------------------- | ----------- |
| 1   | 3 september 2020  | Marinier                          | 687.000     |
| 1   | 3 september 2020  | Uitvaartverzorger                 | 687.000     |
| 2   | 10 september 2020 | Wijkagent                         | 516.000     |
| 2   | 10 september 2020 | Werknemer sociale-werkvoorziening | 516.000     |
| 3   | 17 september 2020 | Kraamverzorgster                  | 591.000     |
| 3   | 17 september 2020 | Dierenarts                        | 591.000     |
| 4   | 24 september 2020 | Circusdirecteur                   | 740.000     |
| 4   | 24 september 2020 | Ambulanceverpleegkundige          | 740.000     |
| 5   | 1 oktober 2020    | Horecamedewerker                  | 831.000     |
| 5   | 1 oktober 2020    | Vrachtwagenchauffeur              | 831.000     |
| 6   | 8 oktober 2020    | Hoofdconducteur                   | 761.000     |
| 6   | 8 oktober 2020    | Winkelmedewerker                  | 761.000     |
| 7   | 17 oktober 2020   | Zorgbegeleider                    | 661.000     |
| 7   | 17 oktober 2020   | Kapper                            | 661.000     |